# Sergio Rossi (chausseur)
Pour les articles homonymes, voir Sergio Rossi.
Sergio Rossi est un artisan chausseur, né en 1935, dans la ville de San Mauro Pascoli, dans la région d’Émilie-Romagne en Italie. Il a hérité de son père, dans les années 1950, un fabricant de chaussures, les outils et les traditions d’un artisan de renom. Sergio Rossi a construit son usine à San Mauro Pascoli en 1951. Dans ses premières années, Sergio Rossi travaillait l’hiver en fabriquant des sandales, qu’il vendait par la suite sur les plages de Rimini et à des boutiques de Bologne. L’un de ses modèles, l’Opanca, était l’un des plus populaires. Une sandale simple et osée dont la semelle épousait la forme arrondie du pied, se fondant avec la partie supérieure de la chaussure. Quelques ans plus tard, les premières chaussures signées Sergio Rossi sont produites marquant le début de la toute première collection de la marque du même nom. Selon le Vogue britannique, dans les années 1960, la marque est « rapidement devenue synonyme de designs féminins classiques et de qualité à l’italienne ».
Après une hospitalisation de plusieurs jours à l'hôpital de Cesena, dans le nord de l'Italie, Sergio Rossi meurt le 2 avril 2020 de la maladie à coronavirus.